# Megalneusaurus
Megalneusaurus rex
Genre
Espèce
Synonymes
- Cimoliosaurus rex Knight, 1895

Megalneusaurus est un genre fossile de grands pliosaures ayant vécu durant les étages Oxfordien et Kimméridgien du Jurassique supérieur dans ce qui est aujourd'hui l'Amérique du Nord. Le taxon fut décrit provisoirement comme une espèce de Cimoliosaurus par le géologue Wilbur Clinton Knight en 1895, avant de se voir attribuer son propre genre par le même auteur trois ans plus tard, en 1898. L'unique espèce identifiée à ce jour est Megalneusaurus rex, connue à partir de plusieurs fossiles découverts majoritairement dans le membre Redwater Shale de la formation de Sundance, située au Wyoming, aux États-Unis. Un spécimen découvert dans la formation de Naknek (en), au sud de l'Alaska, est référé au genre en 1994. La perte de la plupart des fossiles ont poussé certains paléontologues à considérer le genre comme douteux, bien que de nombreux auteurs maintiennent sa validité. Le nom binominal signifie littéralement « roi des grands lézards nageurs », en raison de la mensuration des fossiles du spécimen holotype.
D'une taille estimée d'environ 7 à 9 m de long, Megalneusaurus est l'un des plus grands pliosaures connus d'Amérique du Nord. Comme l'indique son nom, le genre était vu comme le plus grand sauroptérygien identifié avant la découverte de certains fossiles de Kronosaurus en 1930. À l'image d'autres plésiosaures, Megalneusaurus dispose de quatre palettes natatoires, d'une queue courte et très probablement d'une tête allongée et d'un cou court, laissant donc suggérer qu'il s'agit d'un pliosauridé de type thalassophonéen. Les palettes natatoires arrières sont plus grandes que celles situées à l'avant, et le crâne, bien qu'actuellement inconnu, aurait pu atteindre une longueur de plus de 3 m.
L'animal a notablement vécu dans les eaux peu profondes de la mer de Sundance, une mer intérieure couvrant une grande partie de l'Amérique du Nord pendant une période du Jurassique.  Comme les autres plésiosaures, Megalneusaurus fut bien adapté à la vie aquatique, utilisant ses palettes natatoires pour une méthode de nage connue sous le nom de « vol subaquatique ». L'animal partageait son habitat avec des invertébrés, des poissons, des ichthyosaures et même d'autres plésiosaures, dont les cryptoclididés Pantosaurus et Tatenectes. Son contenu stomacal montre qu'il se nourrissait de céphalopodes et de poissons, bien qu'il n'est pas exclu qu'il se serait aussi attaqué envers des plésiosaures contemporains. Le spécimen référée d'Alaska indique également qu'il aurait aussi occupé des eaux plus froides situées plus au nord du continent, bien que la faune soit moins diversifiée.

## Historique des recherches
En 1895, le géologue américain Wilbur Clinton Knight part examiner un bassin pétrolifère situé près de la petite ville d'Ervay, au Wyoming, aux États-Unis. Le paléontologue renommé Edward Drinker Cope devait originellement accompagner Knight dans cet examen, mais ce dernier envoya à la place un individu du nom de Stewart, travaillant pour lui au musée américain d'histoire naturelle. Knight et Stewart passèrent environ trente jours ensemble à faire leur travail, mais après cela, Knight, désirant rentrer chez lui, laissa Stewart dans un autre champ avec deux autres hommes. Sur le chemin du retour, alors qu'il examine à nouveau ce bassin pétrolifère, Knight découvre les fossiles d'un squelette partiellement articulé mais incomplet d'un grand pliosaure. Manquant de matériel pour exhumer le spécimen, il contacte alors un rancher habitant à proximité du site qui lui prête un chariot et des outils. Le manque de matériel d'emballage poussa néanmoins Knight à ré-enterrer une grande partie du spécimen fossile, ayant pour intention de revenir poursuivre son travail ultérieurement. Alors que le géologue est absent du site de la découverte, Stewart arrive dans les environs et est vite informé de la trouvaille par le rancher qui a prêté les outils à son collègue. Stewart récupère donc à son tour la plupart des fossiles ré-enterrés et les envoie au musée américain d'histoire naturelle, insistant d'ailleurs pour que ses deux collègues précédemment rencontrés l'aident dans cette tâche,. Qualifiant cette action comme du vol, Knight envoie en 1898 deux lettres, respectivement adressées à Henry Fairfield Osborn et à un certain J. M. Garett, demandant de rendre les fossiles du pliosaure et de requins originellement découverts par lui résidant dans la collection de Cope au sein du musée.
Les fossiles du pliosaure premièrement exhumés par Knight ont depuis été envoyés à l'université du Wyoming, où ils sont depuis catalogués UW 4602. Ceux-ci concernent des côtes, des vertèbres, deux palettes natatoires plus ou moins partielles et une partie de la ceinture scapulaire, provenant d'un spécimen qui aurait atteint l'âge adulte,:29. Knight officialise sa découverte l'année même via une annonce qui est publiée dans la revue scientifique Science, où il décrit brièvement certains fossiles. Les fossiles n'étant alors pas exhumés de leur matrice géologique au moment de la publication de son annonce, Knight ne fut pas sur de quel genre appartenait le spécimen. Il érige donc une nouvelle espèce du genre Cimoliosaurus, C. rex, dans laquelle il le classe provisoirement en attendant une description plus approfondie,:358,. Trois ans plus tard, en 1898, Knight décrit plus en détail le spécimen et érige le genre distinct Megalneusaurus pour inclure ce dernier, l'espèce devenant ainsi M. rex. Le nom générique est formé des mots en grec ancien μέγας / mégas, « grand », νηκτός / nêktós, « plongeur » ou « nageur », et σαῦρος / saûros, « lézard », tandis que l'épithète spécifique rex signifie « roi » en latin. Combiné, le nom binominal donne littéralement « roi des grands lézards nageurs »,,. Bien qu'aucune description du sens de cet étymologie n'ait été donnée dans sa description de 1898, Knight a nommé le taxon ainsi en raison des mensurations assez considérables de ce spécimen pour l'époque, qu'il juge selon ses dires comme « le plus grand animal connu de l'ordre des Sauropterygia »,,:358.
En raison de la découverte d'autres grands pliosaures trouvés ailleurs dans le monde, Megalneusaurus fut largement ignoré par les paléontologues, n'étant que très brièvement mentionné dans la littérature scientifique du XXe siècle et du début du XXIe siècle. De plus, des parties anatomiques de l'holotype incluant des vertèbres cervicales, dorsales et caudales, une grande partie de la ceinture scapulaire et des côtes, ont d'ailleurs été perdues,,:37. Il fut néanmoins signalé que le paléontologue américain Robert Bakker était en train de réexaminer le matériel fossile restant dans le but de donner une description mise à jour et plus détaillé. En 1995, le Tate Geological Museum (en) de la ville de Casper envisage de créer une exposition présentant les reptiles marins découverts dans la formation de Sundance. Au cours des collectes, les chercheurs tombent sur un moulage de l'une des deux palettes natatoires découvert initialement par Knight. Sur la base de ce même moulage, le paléontologue américain William Wahl du Wyoming Dinosaur Center, commence à présenter un intérêt particulier pour ce taxon, ce qui l'amène à ouvrir une enquête afin de retrouver l'emplacement de la localité type originale de Megalneusaurus. C'est au cours de l'été 1996 que la localité type est finalement retrouvée, grâce entre autres aux lettres et surtout à une carte dessinée par Knight en 1901. L'endroit correspond au membre Redwater Shale de la partie supérieure de la formation de Sundance, datant de l'étage Oxfordien du Jurassique supérieur. Après cette redécouverte, de nouvelles fouilles sont lancées sur le terrain et des fossiles supplémentaires sont trouvés,,. À environ 20 m de la zone où furent découverts les premiers fossiles connus de Megalneusaurus, un gros fragment osseux provenant probablement de la ceinture scapulaire ou pelvienne est exhumé, sa trouvaille étant mentionnée dans un article publié en 2007. En 2008, c'est cette fois-ci un membre antérieur entièrement articulé et presque complet provenant de l'holotype qui est exhumé, et est décrit en détail en 2010. D'après l'orientation de ce membre antérieur, il est probable que l'humérus, ou une partie de celui-ci, se trouvait sur ou près de la surface du sol et ait pu être collecté en 1895 aussi bien par Knight ou Stewart. Des fossiles provenant possiblement de deux autres spécimens ont également été signalés. Le premier est un arc neural (partie supérieure/dorsale de la vertèbre) isolé, catalogué UW 24238, tandis que le second est un propodium (os supérieur du membre), catalogué WDC SS019,,. D'autres trouvailles de fossiles référées à Megalneusaurus sont faites dans cette zone sur une période supplémentaire allant de 2009 jusqu'en 2011, mais ceux-ci n'ont pas encore été officiellement décrits.
En plus du matériel provenant du Wyoming, un spécimen attribué à Megalneusaurus est également connu du sud de l'Alaska. C'est en juin 1922 que W. R. Smith de l'Institut d'études géologiques des États-Unis reçoit deux fragments d'os de la part du prospecteur Jack Mason. Ces deux fragments ont été récoltés dans la rivière Kejulik, située dans la péninsule d'Alaska, et consistent aux extrémités proximale et distale d'un même grand os identifié comme un humérus, qui est par la suite stocké au musée national d'histoire naturelle des États-Unis, où il est depuis catalogué USNM 418489. L'unité stratigraphique où le spécimen a été découvert correspond au membre Snug Harbor Siltstone de la formation de Naknek (en), datant d'entre les étages Oxfordien et Kimméridgien du Jurassique supérieur. C'est seulement en 1994 que les paléontologues américains Robert E. Weems et Robert B. Blodgett décrivent en détail ce fossile qu'ils réfèrent au genre sur la base de comparaisons faites avec le spécimen holotype. Cependant, comme leur description et comparaison est uniquement basée sur un os isolé, il le réfèrent alors sous le nom de Megalneusaurus sp., les auteurs étant incertains quant à savoir si le spécimen appartiendrait à une autre espèce ou à l'espèce type M. rex. Bien que quelques auteurs se sont montré dubitatifs quant à l'attribution de ce spécimen au genre dans des travaux ultérieurs,:29, Wahl et ses collègues reclassent ce spécimen chez M. rex en 2010, mais interprètent l'os comme étant un simple propodium partiel.

## Description

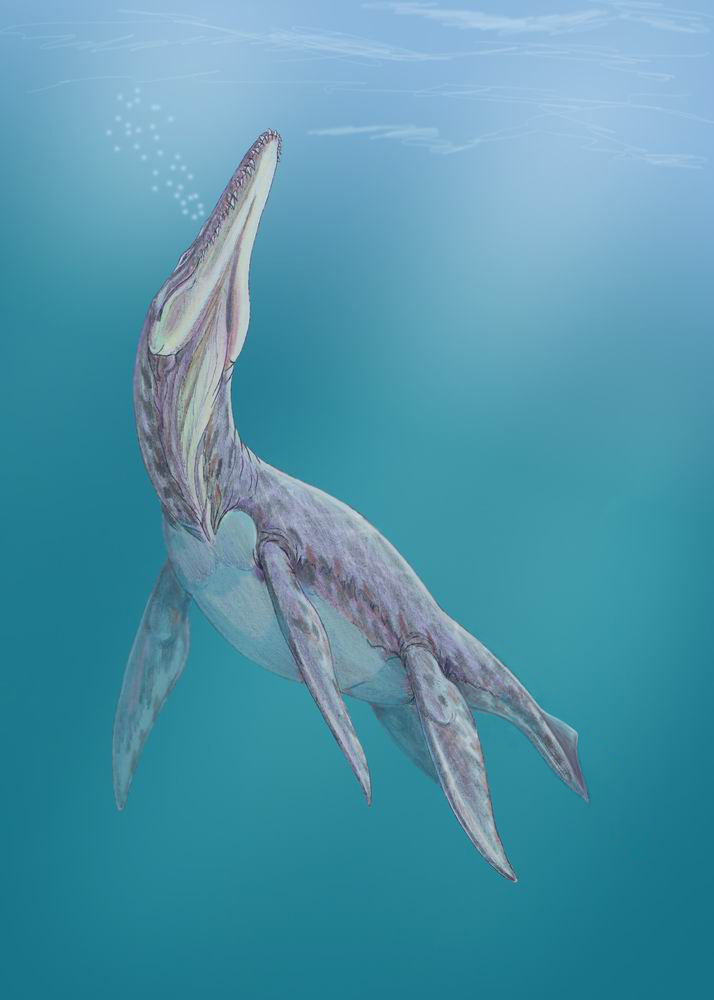
Reconstitution hypothétique par Dimitri Bogdanov de M. rex basée sur les genres apparentées.

### Morphologie d'ensemble
Les plésiosaures peuvent généralement être décrits comme étant du morphotype « plésiosauromorphe », à petite tête et à long cou, ou du morphotype « pliosauromorphe », à grosse tête et à cou court, Megalneusaurus étant un représentant de ce dernier morphotype. Comme de nombreux autres plésiosaures, il possède une queue courte, un tronc massif et deux paires de grandes palettes natatoires:3,:3.

### Mensurations
Megalneusaurus est l'un des plus grands pliosauridé ayant été identifié en Amérique du Nord,,, étant néanmoins plus petit que le « monstre d'Aramberri »:29 et comparable en taille au genre apparenté datant du Crétacé supérieur qu'est Megacephalosaurus. Megalneusaurus a même été vu comme le plus grand pliosaure connu au monde jusqu'à ce que des fossiles du pliosauridé australien Kronosaurus soient décrits en 1930,,:25, 358. Plusieurs estimations quant à la taille de l'holotype de Megalneusaurus ont été données au fil des recherches. En 2006, Wahl donne une longueur d'environ 13 m à l'animal, avant que le même auteur et ses collègues ne réduisent sa taille à seulement 10 m l'année suivante. Dans sa thèse de 2009, le paléontologue australien Colin McHenry estime la taille de l'animal à entre 11 et 12 m de long sur la base des mensurations des fémurs données par Knight en 1898:419, 436. Cependant, les estimations les plus récentes réduisent la taille de Megalneusaurus à entre 7,6 à 9,2 m de long,. Sur la base d'un squelette préservé dans le musée de Zoologie comparée d'Harvard attribué à Kronosaurus, Bakker suggère que l'animal aurait eu un crâne mesurant 3,3 m de long, bien que le matériel concerné ne soit pas connu. En 2024, le paléontologue chinois Ruizhe Jackevan Zhao suggère que Megalneusaurus aurait été semblable en taille à l'imposant Pliosaurus funkei, qui selon son modèle mesure environ 9,8 m de long pour une masse corporelle d'environ 12 tonnes:36-37, 39. Le spécimen référé connu d'Alaska semble être de mensuration inférieure à celui du spécimen holotype, bien qu'aucune estimation de sa taille n'ait été donnée,.

### Squelette postcrânien
L'anatomie de Megalneusaurus n'est majoritairement connue que de la part du spécimen holotype et concerne uniquement les parties postcrâniennes de l'animal,, aucun matériau crânien n'étant connu,. Néanmoins, les parties désormais perdues du squelette de l'holotype sont décrites par Knight en 1898. Selon lui, les corps vertébraux de Megalneusaurus sont deux tiers fois plus longs que larges, bien que leur morphologie varie considérablement. Les vertèbres cervicales antérieures présentent une face antérieure en coupe et une face postérieure légèrement concave, ayant des arc neuraux suturés. Les vertèbres dorsales sont de forme cylindrique, surplombant vers l'avant de leur partie supérieure, leurs épines neurales étant basses et en forme de crête. Les vertèbres caudales possèdent des faces qui sont légèrement concaves. Les coracoïdes sont longs et larges, s'étendant au niveau de la cavité glénoïdale de la scapula.
Lorsque Knight signale la découverte du spécimen holotype en 1895, il identifie initialement les palettes natatoires comme étant des membres postérieurs. Néanmoins, dans sa description plus approfondie publiée trois ans plus tard, il les ré-identifie comme des membres antérieurs. La découverte en 2008 de la troisième palette natatoire confirme néanmoins que c'est sa première identification qui fut correcte (comme supposé par McHenry en 2009:419), cette dernière étant plus petite de 15 % par rapport à celles qui furent premièrement découvertes. Cela confirme ainsi que Megalneusaurus a des membres postérieurs plus longs que les membres antérieurs, à l'instar d'autres pliosauridés. La palette natatoire antérieure possède des phalanges qui sont en forme de sablier, tandis que celles en arrière sont aplaties. L'humérus aurait été plus petit que le fémur, les estimations suggérant que l'os n'aurait atteint que 85 % de la longueur de ce dernier. Le tibia a une projection osseuse qui s'articule avec une dépression présente dans le péroné. Selon Wahl, cette configuration anatomique n'est pas sans rappeler celui d'un spécimen de Peloneustes. Les métacarpiens, les métatarsiens et les phalanges ont tendance à varier en forme lorsqu'ils sont vue en section transversale. Bien que le nombre de phalanges dans chaque doigt soit majoritairement inconnu aussi bien dans les membres antérieurs comme postérieurs, le premier doigt manuel semble en posséder cinq.

## Classification et validité

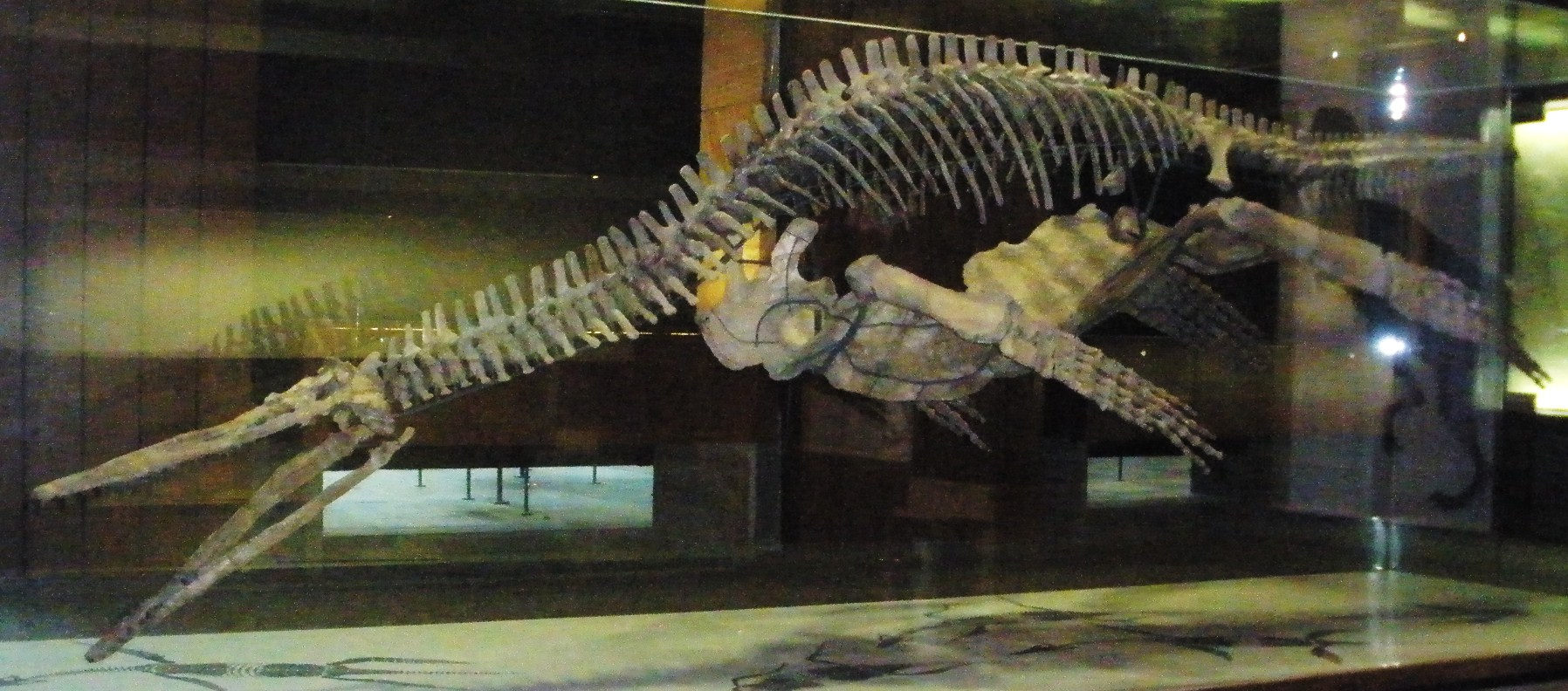
Squelette monté du thalassophonéen Peloneustes, un petit pliosauridé étroitement apparenté à Megalneusaurus.

Lors de l'officialisation par Knight en 1895 de la découverte des premiers fossiles connus de Megalneusaurus, ces derniers furent classés dans le genre Cimoliosaurus, un plésiosauroïde actuellement classé dans la famille des élasmosauridés. Cependant, cette classification fut délibérément provisoire par Knight, car les fossiles n'étaient pas suffisamment préparés à l'époque pour permettre une classification précise du spécimen. C'est en 1898 que Knight découvre qu'il s'agit en fait d'un pliosaure, n'hésitant d'ailleurs pas à le comparer aux pliosauridés Pliosaurus et Peloneustes, bien qu'il note également certaines ressemblances anatomiques avec le plésiosauridé Plesiosaurus. Les études publiées à partir de la seconde moitié du XXe siècle s'accordent à dire que Megalneusaurus serait très probablement un pliosauridé:37,:341,,,,. En 2009, McHenry remet en question la validité de Megalneusaurus, jugeant le spécimen holotype comme non diagnostique et pouvant possiblement représenter un nomen dubium ou un autre taxon mieux connu dans d'autres localités du monde:444, 451. Avant même la rédaction de la thèse de McHenry, le biologiste américain Richard Ellis mentionnait déjà en 2003 que beaucoup de chercheurs doutaient quant à la nature diagnostique du spécimen holotype en raison de la perte des fossiles précédemment mentionnées, bien qu'il signale aussi que certains sont d'avis contraire. Cela explique pourquoi le nom Megalneusaurus est toujours préservé dans des études publiées ultérieurement,,,:37, 39. En 2013, le paléontologue britannique Roger B. J. Benson et son collègue américain Patrick S. Druckenmiller nomment un nouveau clade au sein des Pliosauridae, appelé Thalassophonea. Ce clade comprend les pliosauridés « classiques » à cou court tout en excluant les formes antérieures aux longs cous plus graciles. Megalneusaurus y est depuis vue comme un grand représentant:39, bien qu'aucune étude traitant sa position phylogénétique n'a encore été publiée.

## Paléobiologie

### Mode de vie
Les plésiosaures furent bien adaptés à la vie marine,. Ils ont grandi à des taux comparables à ceux des oiseaux et avaient des métabolismes élevés, indiquant une possible homéothermie et peut-être même de l'endothermie. Une étude réalisée en 2019 par la paléontologue Corinna Fleischle et ses collègues révèlent que les plésiosaures avaient des globules rouges agrandis, en fonction de la morphologie de leurs canaux vasculaires, ce qui les aurait aidés lors de la plongée. Les plésiosaures tels que Megalneusaurus utilisaient une méthode de nage connue sous le nom de « vol subaquatique », utilisant leurs nageoires dans une manière semblable à ceux des hydroptères. Les plésiosaures sont inhabituels parmi les reptiles marins en ce sens qu'ils utilisaient leurs quatre membres mais pas les mouvements de la colonne vertébrale pour la propulsion. La queue courte, bien qu'il soit peu probable qu'elle ait été utilisée pour nager, aurait pu aider à stabiliser ou à diriger le plésiosaure,,. Les nageoires postérieurs de Megalneusaurus ont des rapports d'aspect de 8,0, tandis que ceux des nageoires avant auraient été au minimum de 8,2. Ces rapports, surpassant ceux d'autres « pliosauromorphes », semble indiquer que Megalneusaurus aurait été probablement capables de se déplacer rapidement et avec agilité, quoique de manière inefficace, afin de capturer des proies. La modélisation informatique par la paléontologue Susana Gutarra et ses collègues en 2022 révèle qu'en raison de ses grandes nageoires, un plésiosaure aurait produit plus de traînée qu'un cétacé ou un ichthyosaure de taille comparable. Cependant, les plésiosaures contrecarrent cela avec leurs grands troncs et leur taille corporelle. En raison de la réduction de la traînée par leurs corps plus courts et plus profonds, la paléontologue Judith Massare propose en 1988 que les plésiosaures pouvaient rechercher et poursuivre activement leur nourriture au lieu de devoir l'attendre.

### Alimentation
Le contenu stomacal du spécimen holotype de M. rex contient de nombreux crochets de céphalopodes coléoïdes ainsi que quelques rares fragments d'os de poissons. Du contenu gastrique similaire a également été répertorié chez d'autres plésiosaures contemporains, tels que Tatenectes et Pantosaurus, prouvant que ce furent des sources de nourritures courantes pour les reptiles marins de la formation de Sundance,,. Étant un pliosauridé de grande taille, Megalneusaurus se serait vraisemblablement nourri d'autres plésiosaures contemporains, et plus particulièrement envers des juvéniles ou des subadultes. Un fossile de plésiosaure juvénile identifié dans cette formation présente d'ailleurs des traces de morsures au niveau des os d'une de ses palettes natatoires, bien que leur origine n'ait pas formellement été déterminée. N'étant pas aussi maniable que d'autres reptiles marins contemporains, Megalneusaurus aurait probablement été un prédateur à l'affut pour capturer des proies plus grandes. Malgré l'absence de preuves directes d'interactions, Megalneusaurus est interprété comme un superprédateur opportuniste au sein de la formation de Sundance.

### Paléopathologie
Les membres postérieurs du spécimen holotype de M. rex sont atteints d'ostéonécrose,,. Un grand nombre d'autres fossiles de plésiosaures plus ou moins apparentés présentent également cette maladie aussi bien au niveaux des humérus que du fémur. Cela est le résultat d'une remontée trop rapide après une plongée profonde. Il est néanmoins incertain de déduire la profondeur auquel l'animal aurait descendu car il est également possible que l'ostéonécrose aurait été causée par quelques plongées très profondes, ou bien par un grand nombre de descentes relativement peu profondes. Les vertèbres ne présentent cependant pas de tel dommage, étant, au cours du vivant des plésiosaures, probablement protégées par un apport sanguin supérieur, rendu possible par les artères pénétrant dans l'os par les deux foramina subcentralia, de grandes ouvertures dans leur face inférieure.

## Paléoécologie

### Wyoming

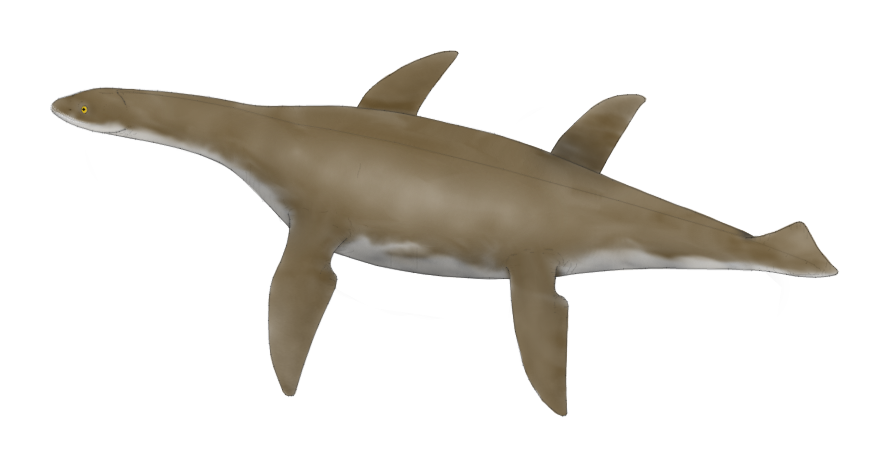
Reconstitution de Tatenectes, un cryptoclididé contemporain à M. rex.

Les fossiles de Megalneusaurus rex proviennent des roches datant de l'âge Oxfordien du Jurassique supérieur du membre de Redwater Shale de la formation de Sundance, situé au Wyoming, aux États-Unis,. Ce membre mesure environ 30 à 60 m d'épaisseur. Bien que principalement composé de schiste vert grisâtre, il possède également des couches de calcaire jaune et de grès, les premières couches contenant de nombreux fossiles marins. La formation de Sundance fut déposé au sein d'une mer intérieure peu profonde connue sous le nom de mer de Sundance. Du Yukon et des Territoires du Nord-Ouest au Canada, où elle était reliée à l'océan Arctique, cette mer s'étendait vers le sud jusqu'au Nouveau-Mexique et vers l'est jusqu'aux actuels Dakota du Nord et du Sud,. Durant cette période, la majeure partie de la mer de Sundance mesurait moins de 40 m de profondeur. Sur la base des rapports isotopiques δ18O dans les fossiles de bélemnite, la température dans la mer de Sundance aurait été de 13 à 17 °C en dessous, et de 16 à 20 °C au-dessus de la thermocline.
Le paléobiote de la formation de Sundance comprend des foraminifères et des algues, en plus d'une variété d'animaux. De nombreux invertébrés sont connus de la formation de Sundance, représentés par les crinoïdes, les échinoïdes, les vers serpulidés, les ostracodes, les malacostracés et les mollusques. Les mollusques comprennent les céphalopodes tels que les ammonites et les bélemnites, les bivalves tels que les huîtres et les pétoncles, et les gastéropodes. Les poissons de la formation sont représentés par divers chondrichthyiens tels que des hybodontes, ainsi que des téléostéens (dont Pholidophorus). Les reptiles marins sont rares, mais sont représentés par quatre genres. De tous les plésiosaures, Megalneusaurus  est le seul pliosauridé ayant été identifié dans la formation de Sundance,,. Les autres plésiosaures connues de cette formation sont les cryptoclididés Tatenectes et Pantosaurus. Outre les plésiosaures, le reptile marin le plus abondant de la formation de Sundance est représenté par l'ichtyosaure Baptanodon (en),,.

### Alaska
Le spécimen USNM 418489 proviendrait vraisemblablement des roches datant entre les étages Oxfordien et Kimméridgien du membre Snug Harbor Siltstone de la formation de Naknek (en), en Alaska. Lors du vivant du spécimen, ce territoire se situait à une paléolatitude de plus de 60°N, faisant ainsi de la région un environnement boréal. Les rares sédiments de calcaires et le peu de présence de fossiles de mollusques au sein de la formation de Naknek indiquent que la terrane péninsulaire d'où provient le spécimen se situait dans des eaux plus fraîches voire plus froides que dans celui de Sundance. La formation de Naknek possède d'ailleurs une faune d'invertébrés moins diversifiée que dans la formation de Sundance, étant principalement représentée par des mollusques. Ceux-ci incluent les bivalves et les céphalopodes du groupe des ammonites et des bélemnites. Le paléobiote inclut aussi des foraminifères, des radiolaires, ainsi que des débris de fossiles de poissons.